# Temnozor
Temnozor (ros.: Темнозорь) - zespół blackmetalowy założony w 1996 roku w Obnińsku (Rosja). Członkowie grupy w swej twórczości propagują dumę z bycia Słowianami, obecne są wątki antychrześcijańskie. Grupa zaczynała jako typowy zespół blackmetalowy, później jednak zaczęła być umiejscawiana na scenie folk metalu. Teksty utworów nawiązują do rosyjskiego folkloru, tradycji pogańskich, akcentowana jest wrogość wobec chrześcijaństwa. Zespół jest postrzegany jako należący do sceny NSBM, lecz członkowie zespołu zaprzeczają przynależności do tego gatunku.

## Muzycy

### Obecny skład zespołu
- Gorruth - teksty
- Kaldrad Branislav - śpiew
- Svyagir - instrumenty klawiszowe
- Ratibor - flet, śpiew

### Byli członkowie zespołu
- Kudijar - gitara basowa
- Rostislav - gitara
- Wuulko - instrumenty klawiszowe
- Tuur - śpiew

## Dyskografia
- 1996 Be Oden Narod Slavensk (Demo)
- 1998 Sorcery is Strengthening the Black Glory of Rus (LP)
- 2001 Fragments... (Demo)
- 2003 Sorcery of Fragments (Kompilacja)
- 2003 Horizons... (LP)
- 2005 Folkstorm of the Azure Nights (LP)
- 2007 Eastern Hammer (4 way split z grupami Graveland, Nokturnal Mortum oraz North)
- 2010 Haunted Dreamscapes
- 2010 Twilights at the Winter Funeral (album live)